# 文坪乡
文坪乡，是中华人民共和国四川省凉山彝族自治州普格县曾经下辖的一个乡。2021年1月12日，撤销文坪乡，将其所属行政区域划归黎安乡管辖。

## 行政区划
文坪乡撤销前下辖以下地区：
沙锅坪村、麻窝凼村和骆厂河村。